# Johann David Widderich
Johann David Widderich (* 1684 in Lübeck; † 30. August 1743 ebenda) war ein Lübecker Kaufmann und Ratsherr des 18. Jahrhunderts.

## Leben
Widderich war Sohn des Eisenkrämers Johann Widderich († 1693) und Enkel des Lübecker Spanienfahrers Heinrich Widderich († 1675). Er erlernte den Beruf des Kaufmanns bei Simon Rieck und dem späteren Ratsherrn Adde Severin. Er wurde Mitglied der Bergenfahrer und gründete sein eigenes Handelshaus. Nach Tätigkeit in bürgerlichen Ämtern der Stadt wurde er 1739 in den Rat der Stadt gewählt. Am selben Tag wurden auf den Druck der Bürgerschaft der Stadt auch die Ratsherren Marcus Tidemann, Diedrich von Bartels und Paul Vermehren hinzu gewählt, weil der Rat längere Zeit die Selbstergänzung auf die seit dem Bürgerrezess von 1669 vorgeschriebene Zahl von 20 Ratsmitgliedern vernachlässigt hatte.